# Terra da Novogárdia

Principados da Rus' de Kiev (1054-1132)

A Terra de Novogárdia (em antigo eslavo oriental:  Новгородскаѧ землѧ, transl. Novgorodskaę zemlę, em russo:  Новгородская земля), também conhecida como Rússia de Novogárdia, Rus de Novogárdia e Rus Novogardiana (em russo:  Новгородская Русь), foi uma das maiores formações territoriais-estatais históricas da Rus', cobrindo seu noroeste e norte. A Terra de Novogárdia, com centro em Veliki Novgorod, foi o berço do Estado russo sob o domínio da dinastia Rurique e um dos mais importantes tronos principescos da era Rus de Kiev. Durante o período de seu colapso e nos séculos subsequentes, as terras de Novogárdia desenvolveram-se como um Estado russo autônomo com formas republicanas de governo sob a suserania dos grão-duques de Vladimir (mais tarde, Moscou). Durante o período de maior desenvolvimento, atingiu o norte até o Mar Branco, e no leste se espalhou além dos Montes Urais. Tinha extensas relações comerciais dentro da Liga Hanseática. No séc. XV, durante a política grão-ducal de "reunião de terras russas", Veliky Novgorod e as terras vizinhas foram completamente anexadas por Moscou ao Estado russo centralizado. As terras de Novogárdia existiram como unidade administrativa até 1708.
O período da história política das terras de Novogárdia, começando com o golpe de 1136 e a forte limitação do papel do príncipe, até a vitória do príncipe Ivan III de Moscou sobre os novogardianos em 1478, é geralmente chamado de República Feudal de Novogárdia pela maioria dos historiadores soviéticos e modernos.
O conceito de “Terra de Novogárdia” por vezes, nem sempre corretamente (dependendo do período histórico), inclui áreas de colonização de Novogárdia na Duina do Norte, na Carélia e no Ártico.
Na historiografia, em relação às terras de Novogárdia durante o período da história que vai da Idade Média à Nova Era, também é usado o termo Rus Novogardiana.